# Quirla

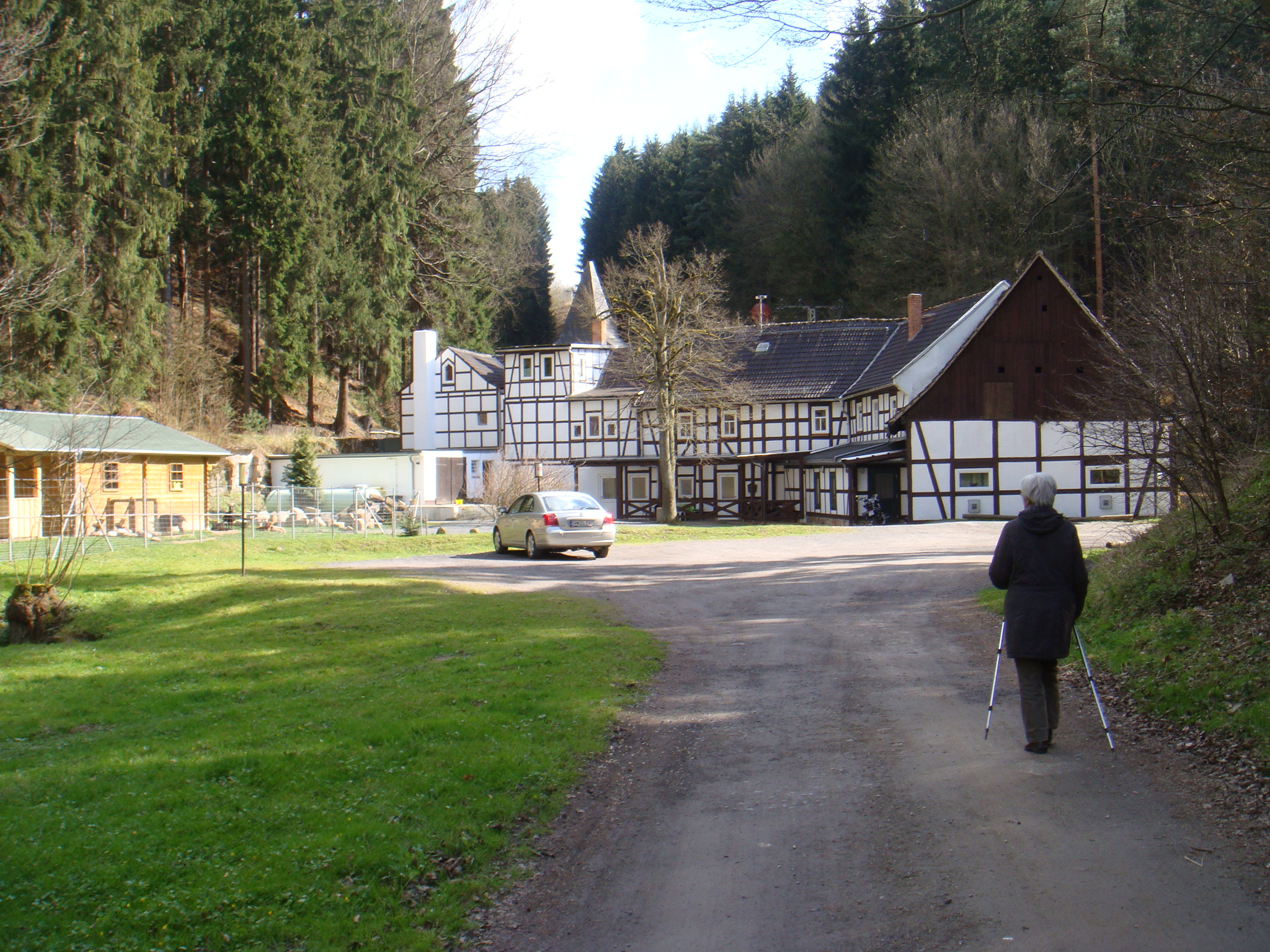
Weihertalmühle

Quirla ist ein Ortsteil der Kleinstadt Stadtroda im thüringischen Saale-Holzland-Kreis.

## Geografie
Quirla liegt unmittelbar an der Abfahrt Nr. 55 „Stadtroda“ der A 4.
Angrenzende Orte sind Ruttersdorf-Lotschen im Norden, Bollberg und Mörsdorf im Osten, Möckern und Tissa im Süden sowie Stadtroda im Westen.

## Klima
Der Jahresniederschlag beträgt 584 mm. Die Niederschläge sind niedrig. Sie liegen im unteren Viertel der in Deutschland erfassten Werte. An 18 % der Messstationen werden niedrigere Werte registriert. Der trockenste Monat ist der Februar, die meisten Niederschläge fallen im Juni. Im Juni fallen 2,4 mal mehr Niederschläge als im Februar. Die Niederschläge variieren sehr stark. An nur 23 % der Messstationen werden höhere jahreszeitliche Schwankungen registriert.

## Geschichte

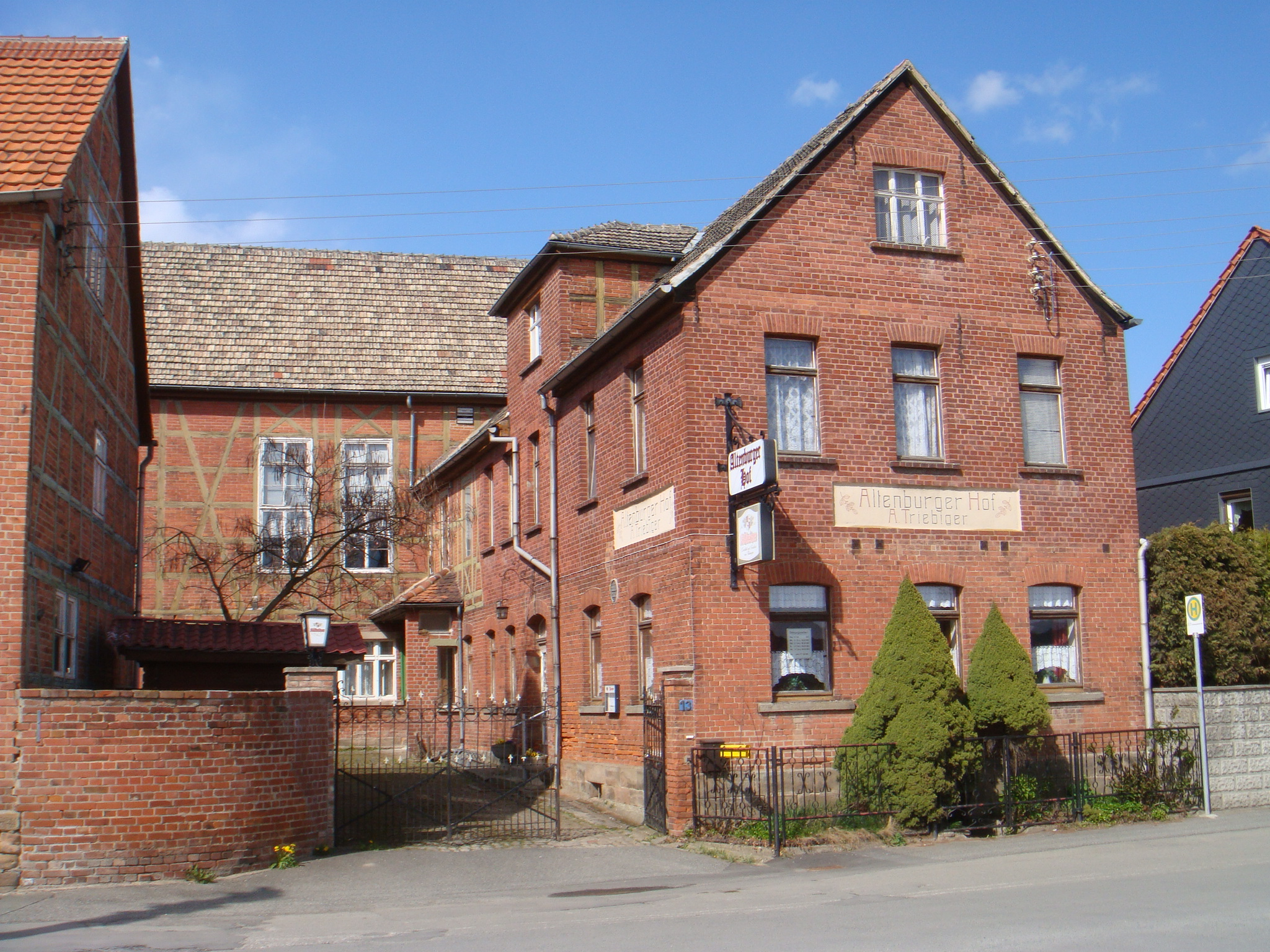
Gasthaus „Altenburger Hof“

Quirla wurde erstmals 1525/26 urkundlich erwähnt, Dorna am 24. August 1300.
Westlich vom Ortsteil Dorna befindet sich auf der Streitkuppe eine Wallanlage aus dem Mittelalter. Sie ist durch Wälle und Gräben in zwei größere Teilflächen gegliedert. Die Anlage wird auch „Schwedenschanze“ genannt.
Im Jahr 1998 wurde die ehemalige Gaststätte „Waldschlösschen“ von der Gemeinde gekauft und seitdem als Dorfgemeinschaftshaus genutzt. Seit 2013 finden hier auch die Faschingsveranstaltungen der Faschingsgesellschaft Quirla e. V. statt.
In der Nacht vom 1. auf den 2. Oktober 2006 kam es im Ort zu einem Tornado der Stärke F3, der etwa 20 Häuser schwer, weitere 30 Häuser leicht beschädigte und drei Personen verletzte.
Von September bis Dezember 2017 wurde der Kindergarten „Zwergenhügel“ saniert und damit die Kapazität auf 38 Kinder erhöht. Im Jahr danach wurde der Radweg von Quirla nach Mörsdorf gebaut.

Am 1. Januar 2019 wurde Quirla nach Stadtroda eingemeindet. Letzter Bürgermeister war Robin Kusch.

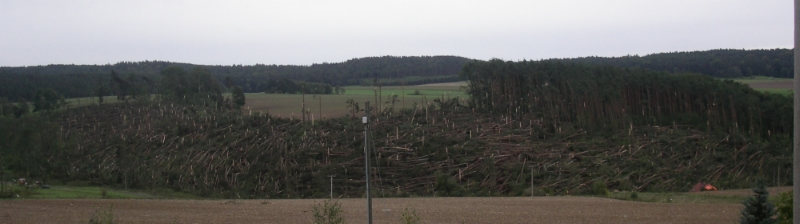
Von einem Tornado zerstörtes Waldgebiet bei Quirla

## Wirtschaft und Soziales
Der Ort bietet sowohl einen Autohof als auch Gaststätten, wie den „TruckStop“ am Ortseingang, den „Altenburger Hof“ in der Ortsmitte sowie die „Weihertalmühle“ im Weihertal. Ferner Handwerks- und Dienstleistungsbetriebe, die Kindertagesstätte „Zwergenhügel“ und einen Krankenpflegedienst.